# Província de Tekirdağ
La província de Terkidağ està situada a Tràcia, a la part nord-occidental de Turquia. La capital és la ciutat de Tekirdağ. És famosa per les seves mandonguilles, conegudes allà amb el nom de "Tekirdağ köfte" i la beguda alcohòlica turca anomenada Tekirdağ rakısı.

## Districtes
La província de Tekirdağ es divideix en 9 districtes:
- Çerkezköy
- Çorlu
- Hayrabolu
- Malkara
- Marmara Ereğlisi
- Muratlı
- Saray
- Şarköy
- Tekirdağ (districte de la capital)